# Mat Schreurs
Mat J. Schreurs (Thorn, 29 april 1951) is een hedendaags Nederlands dirigent en trompettist.

## Levensloop
Op 12-jarige leeftijd werd hij als trompettist lid van het Harmonieorkest "St. Michaël", Thorn. In 1971 begon hij zijn studie aan het conservatorium te Maastricht, waar hij in 1975 zijn orkestdiploma behaalde. Aan ditzelfde conservatorium behaalde hij in 1979 het AMV diploma.
Hij was dirigent bij de harmonie "Crescendo" uit Beegden waar hij 1974, 1977 en 1980 Limburgs Kampioen was. Verder was hij dirigent bij fanfare "St. Cecilia" uit Hunsel, met die hij in 1975 ook Limburgs kampioen werd. Deze fanfare was ook 1981 op het Wereld Muziek Concours te Kerkrade, waar een eerste prijs in de 3e divisie behaald werd.
Mat Schreurs is verbonden als muziekdocent aan enkele scholen in het voortgezet onderwijs en als muziekpedagoog bij de Stichting Kreato.
Momenteel is Mat Schreurs docent aan het Bouwens van der Boije college te Panningen waar hij muziek geeft, en het schoolorkest dirigeert, en hij is dirigent van de Koninklijke Fanfare Nut en Vermaak uit het Belgische Overpelt.